# Expoteleinfo
ExpoTeleinfo es una exposición internacional de telecomunicaciones y tecnologías de la información, situada en el corazón de Latinoamérica, en la ciudad de Santa Cruz de la Sierra, Bolivia. La exposición tiene la finalidad de promover las innovaciones tecnológicas que son presentadas cada año a los diferentes sectores económicos del país para apoyar el desarrollo tecnológico que puede definirse como  “la Intensificación del empleo de la tecnología para elevar el nivel económico de una región o para proporcionar medios concretos que mejoren el rendimiento de una función o programa de producción”
ExpoTeleinfo, congrega un promedio de 120 empresas cada año que han llegado de 36 países diferentes, como: HP, Epson, Canon, Ericsson, Microsoft, AMD, Kaspersky, Cisco, Paradox, Intel, y muchas otras.
Con una antigüedad de 17 años, la exposición es organizada por la empresa Romazur S.R.L, dentro del Grupo Teleinfo que compone a: ExpoTeleinfo, TeleinfoPress y Teleinfo TV Channel. Expoteleinfo se lleva a cabo una vez al año, donde se muestran los nuevos productos de tecnología de las empresas participantes a un público objetivo.
Esta exposición se ha posicionado en Latinoamérica como el principal evento de tecnología y comunicaciones en la región y principal punto de encuentro.

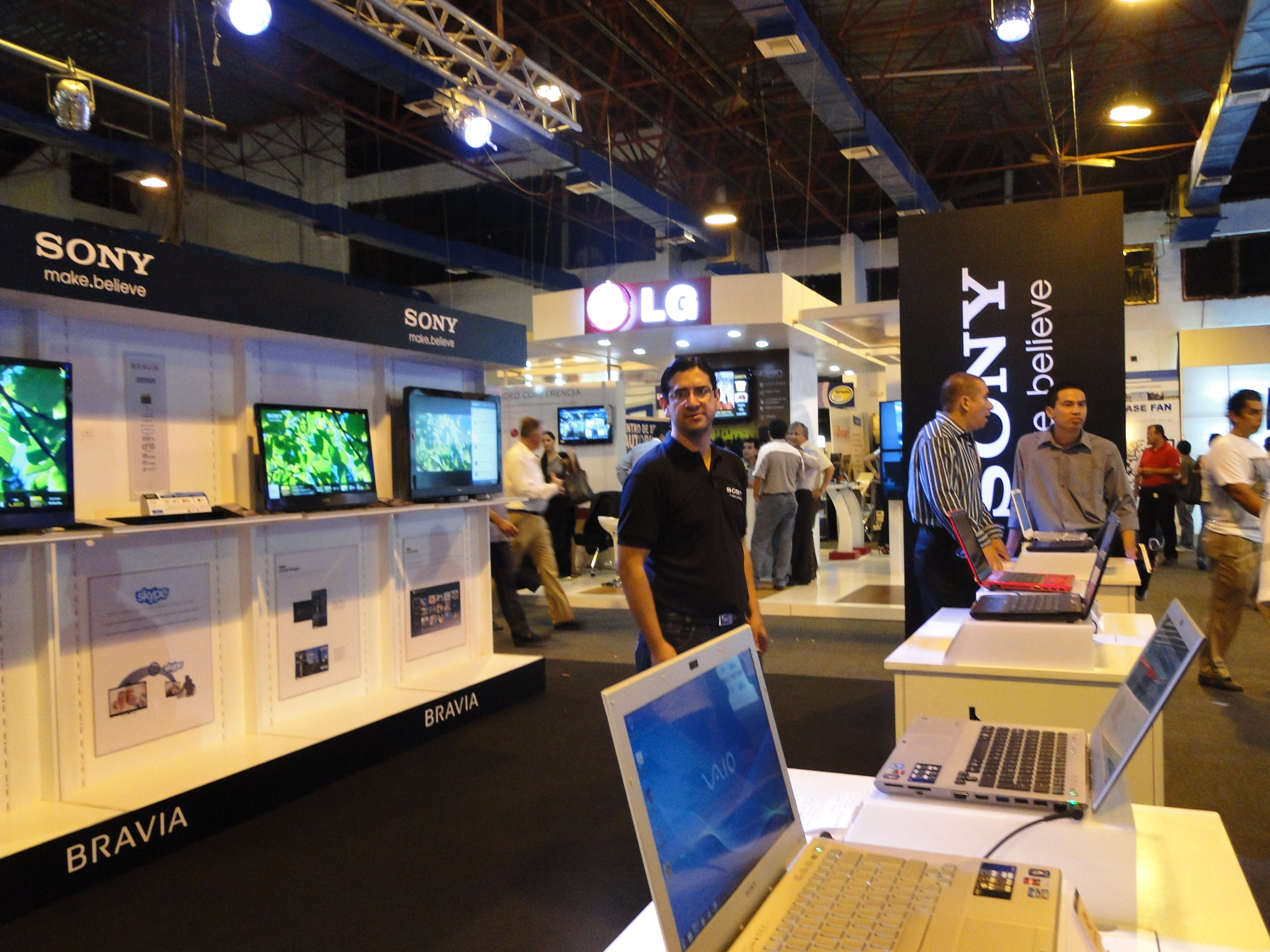
Stand de Sony en la Expoteleinfo

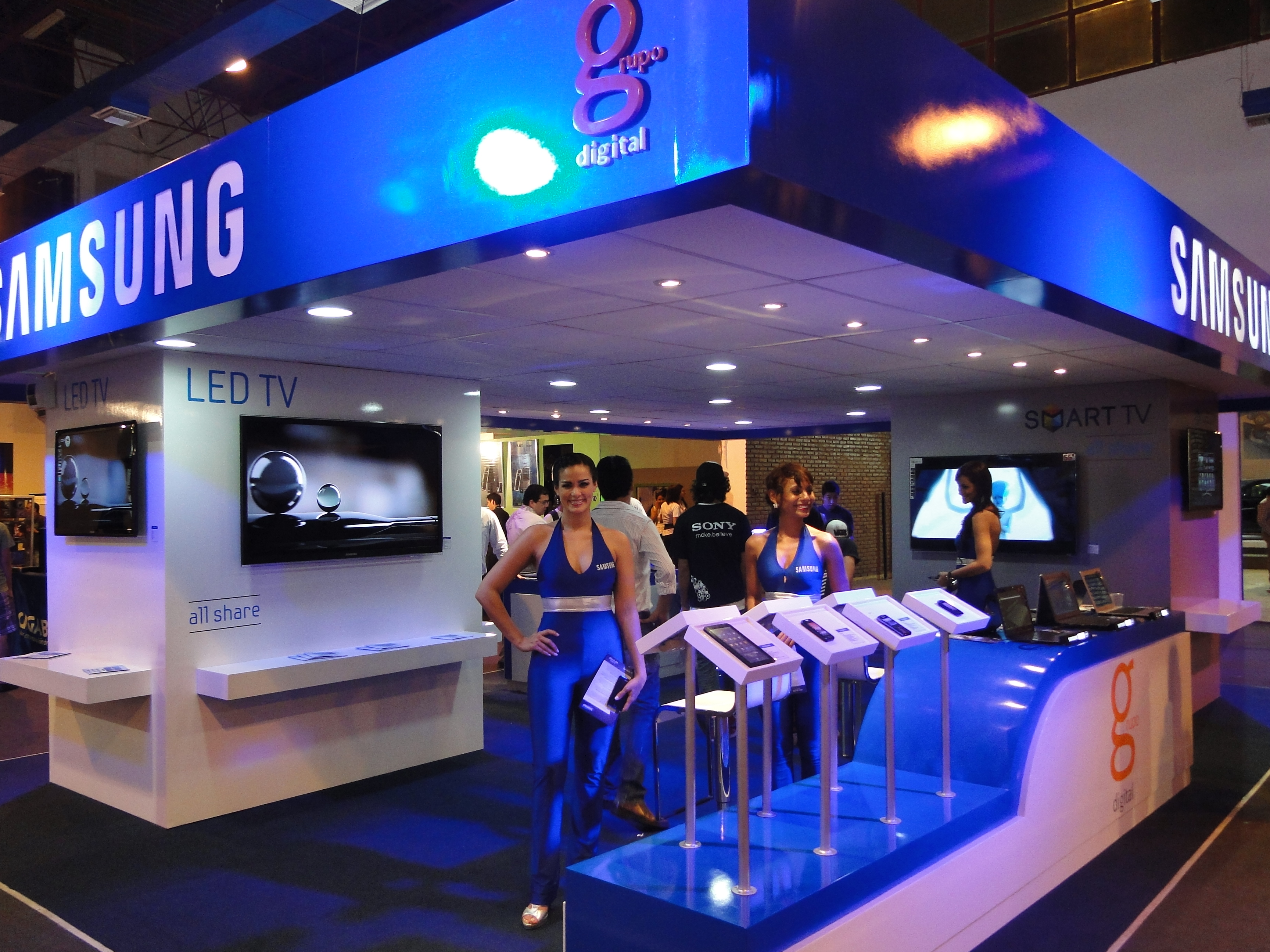
Samsung en la Expoteleinfo

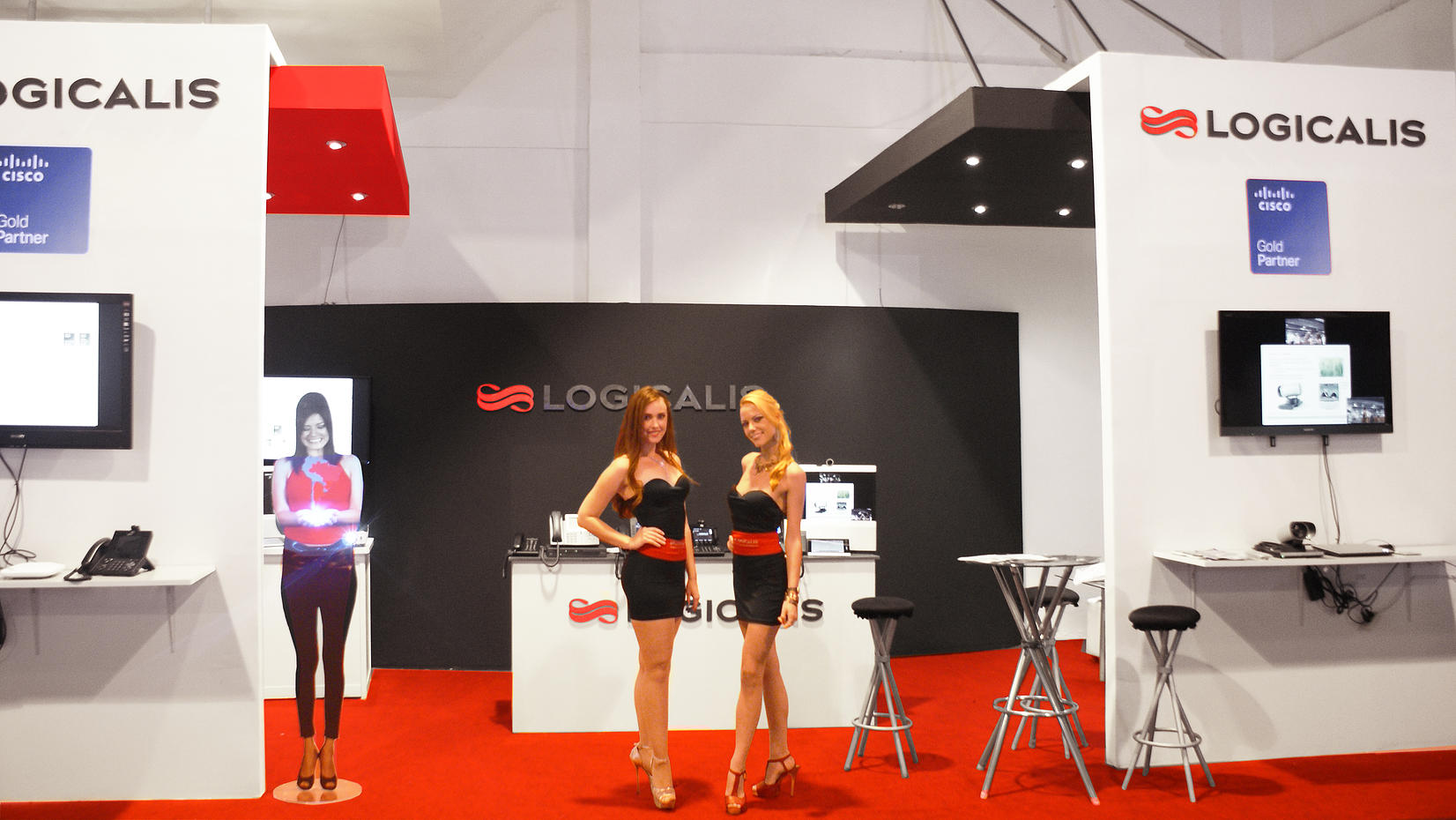
Logicalis en Expoteleinfo 2014

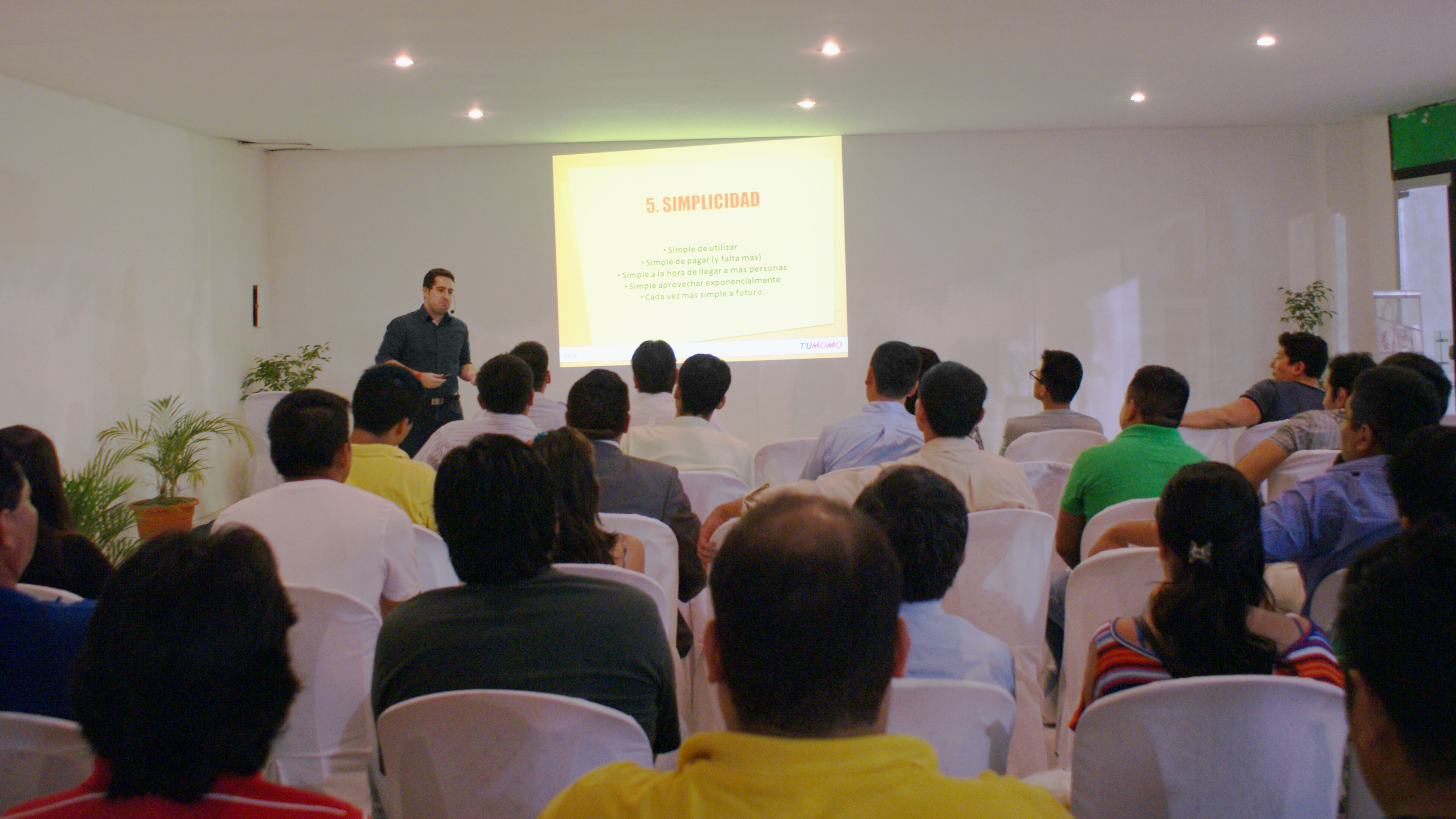
Conferencia Privada Expoteleinfo 2014

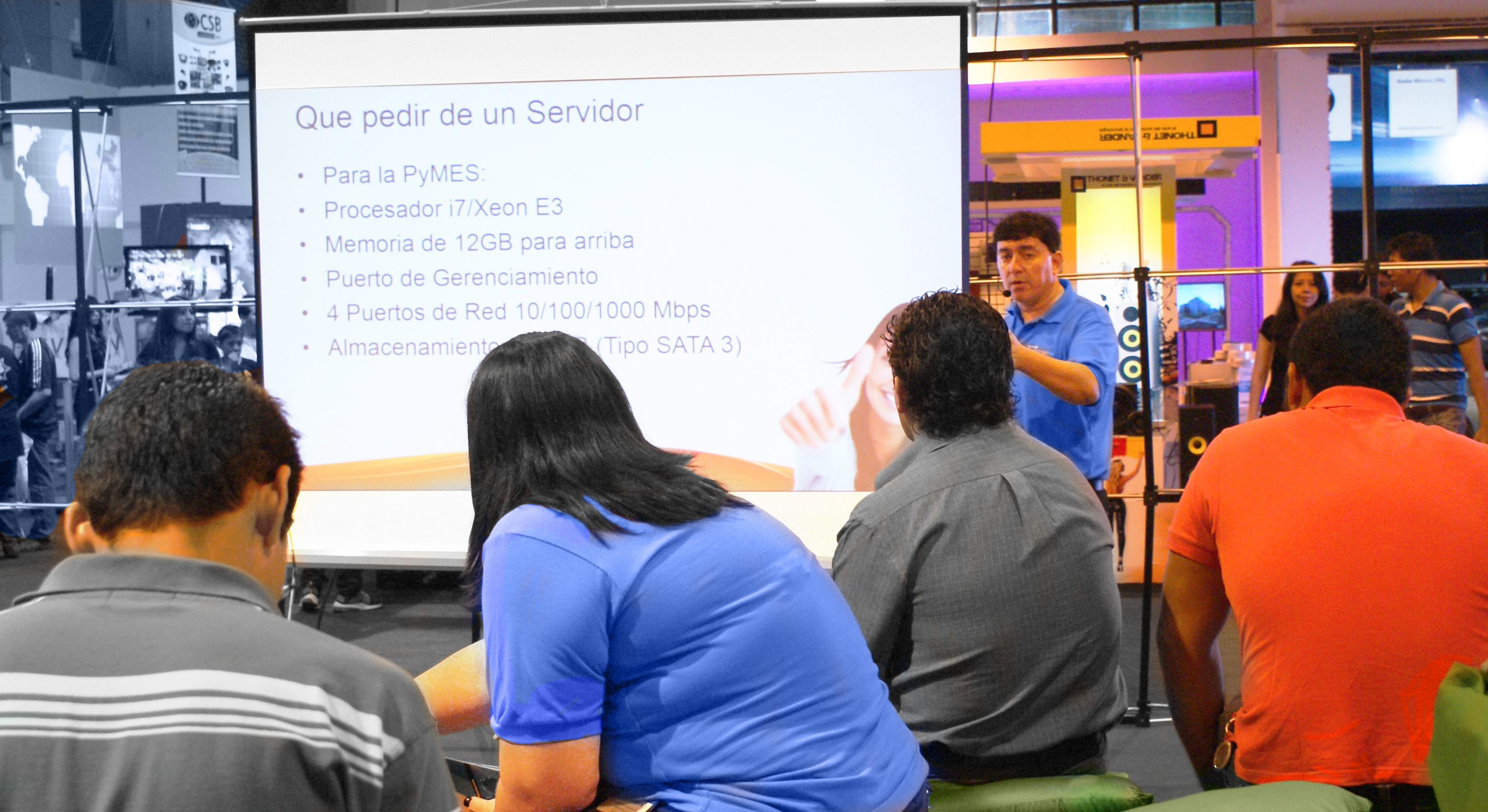
Conferencia Casual Expoteleinfo 2014

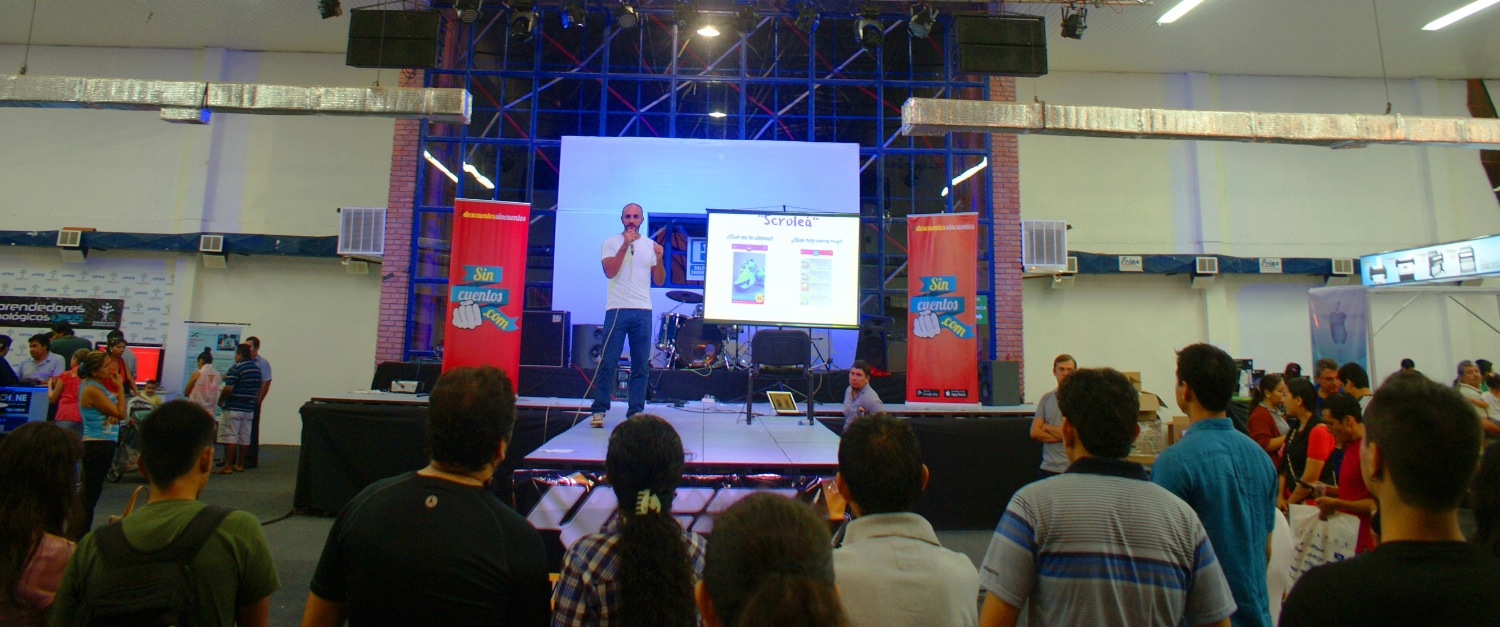
Pasarela TIC Expoteleinfo 2014

## Historia (fechas relevantes)

### 1996
Se celebra la primera Expoteleinfo en la ciudad de La Paz, Bolivia.

### 2005
Expoteleinfo se traslada de la ciudad de La Paz, Bolivia a la ciudad de Santa Cruz de la Sierra, Bolivia, por el creciente impacto económico que presenta la ciudad.

### 2011
La exposición se traslada del Hotel los Tajibos al Campo Ferial de Santa Cruz, creciendo de 3120 m² a 6400m2, expandiendo principalmente su espacio de circulación a los visitantes, debido a que el creciente interés en la tecnología ya no concierne a un grupo reducido, hoy concierne a toda aquella persona requiera estar vigente al ser parte de alguna actividad económica activa.

### 2014
La fecha del evento cambia de agosto a abril para estar a la par con los planeamientos de los lanzamientos programados por las empresas para el transcurso del año, marcando así la tendencia al consumidor final.

## Exhibición
El evento está conformado por dos pabellones (Retail y Corporativo) en el Campo Ferial de la ciudad de Santa Cruz de la Sierra y un sector adjunto a
los pabellones dentro del Campo Ferial donde se encuentran las salas de conferencias privadas y exposición abierta.

## Orientación
Expoteleinfo está orientada principalmente a canales de distribución de TIC,y a principales ejecutivos de los diferentes sectores económicos del país que cuenta con la toma de decisiones dentro de su empresa o institución. El ingreso a la exposición es libre para toda persona que tiene interés
en la exposición de las empresas participantes. Cada año, Expoteleinfo cuenta con un aproximado de 25.000
visitantes durante los 5 días de exhibición.

## Eventos paralelos dentro de Expoteleinfo
Expoteleinfo cuenta con tres formatos para generar valor agregado a las empresas participantes, que son: Conferencias Privadas, que tienen el objetivo de convocar a asistentes objetivos concretando nuevos negocios; Conferencias Casuales, que tienen el objetivo de llegar con una propuesta concreta al público asiste a la exposición; y por último la Pasarela TIC, que tiene el objetivo de realizar presentaciones atractivas y amenas para captar mayor cantidad de interesados. Las mismas se programan y se difunden a través del Cronograma deActividades que realiza la organización desde treinta días antes de la exposición.

### Conferencias privadas
Consisten en presentaciones dirigidas a un grupo selecto de ejecutivos que asisten a través de la invitación enviada por la empresa organizadora de la conferencia. Estas conferencias se llevan a cabo en salas privadas paralelas a la exposición, y cuentan con el equipamiento necesario para el éxito del mismo.

### Conferencias casuales
Se realizan dentro del Pabellón Corporativo. En este tipo de conferencias no se necesita una invitación para formar parte de la charla. Está dirigida a todo aquel visitante interesado en obtener mayor información del producto o servicio presentado al amplio número de visitantes.

### Pasarela TIC
Está ubicada en el centro del Pabellón Retail dentro del evento. Su objetivo es que las empresas participantes puedan demostrar sus productos o servicios de forma llamativa para atraer la atención de los medios, invitados especiales o público en general.